# تشارلز فريدريك وايت
تشارلز فريدريك وايت (بالإنجليزية: Charles Frederick White, Jr)‏ هو سياسي بريطاني وبريطاني (وحمل سابقاً جنسية المملكة المتحدة لبريطانيا العظمى وأيرلندا)، ولد في 23 يناير 1891 في المملكة المتحدة، وتوفي في 27 نوفمبر 1956 في المملكة المتحدة. حزبياً، نشط في حزب العمال والحزب الليبرالي. في الانتخابات الفرعية في مجلس العموم البريطاني ‏، انتخب عضو برلمان المملكة المتحدة الـ37 عن دائرة داربيشير الغربية (17 فبراير 1944 – 15 يونيو 1945) وفي الانتخابات العامة في المملكة المتحدة 1945 ‏، انتخب عضو برلمان المملكة المتحدة الـ38 عن دائرة داربيشير الغربية (5 يوليو 1945 – 3 فبراير 1950).